# Jan Mankes
Jan Mankes (15. srpna 1889 Meppel – 23. dubna 1920 Eerbeek) byl nizozemský výtvarník.

## Život
Byl synem finančního úředníka, učil se v Delftu malířem skla a pak navštěvoval večerní kursy akademie v Haagu. Od roku 1908 byl umělcem ve svobodném povolání a žil s rodiči ve fríské vesnici De Knipe. Vedl samotářský a asketický život, jeho tvorbu finančně podporoval tabákový magnát Aloysius Pauwels.
V roce 1915 se oženil s mennonitskou kazatelkou Anne Zernike, sestrou fyzika Fritse Zernikeho. Spojoval je zájem o pacifismus a křesťanský socialismus, především o myšlenky Lva Tolstého. Usadili se v Haagu a angažovali se v místním Hnutí za čistý život, brzy se však u Mankese projevila tuberkulóza a rozhodl se odstěhovat na venkov. V roce 1918 se mu narodil syn Beint. Jan Mankes zemřel na tuberkulózu v Eerbeeku v Gelderlandu ve věku třiceti let. Celkem vytvořil přibližně 150 obrazů a 100 kreseb.
Mankesův výtvarný styl vychází ze symbolismu a prolínají se v něm realistické i abstraktní prvky. Vyznačuje se malým formátem obrazů, tlumenými barvami a zasněnou náladou. Jeho grafickou tvorbu výrazně ovlivnil Hokusai Kacušika. Pro Mankesovy olejomalby bylo typické nanášení mnoha tenkých vrstev malby, vytvářející dojem průsvitnosti připomínající akvarely. Jeho oblíbeným námětem byla zvířata, silný citový vztah k nim projevil i důsledným vegetariánstvím. Maloval také zátiší a portréty, originální je jeho krajinomalba, vyjadřující melancholii nad mizejícím venkovským světem. Největší kolekci jeho děl vlastní muzeum v Arnhemu. 

## Galerie

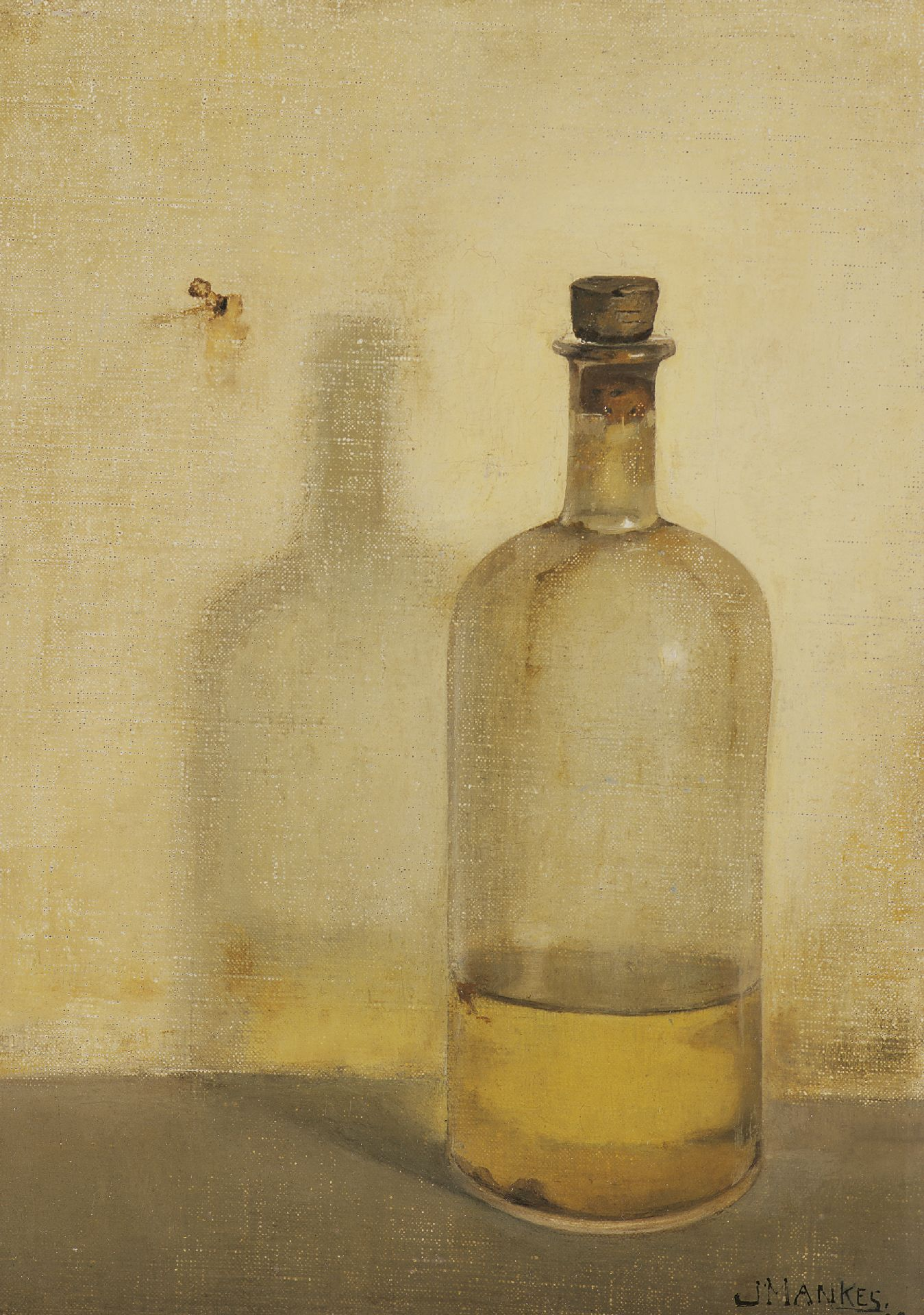
Láhev s olejem, 1909
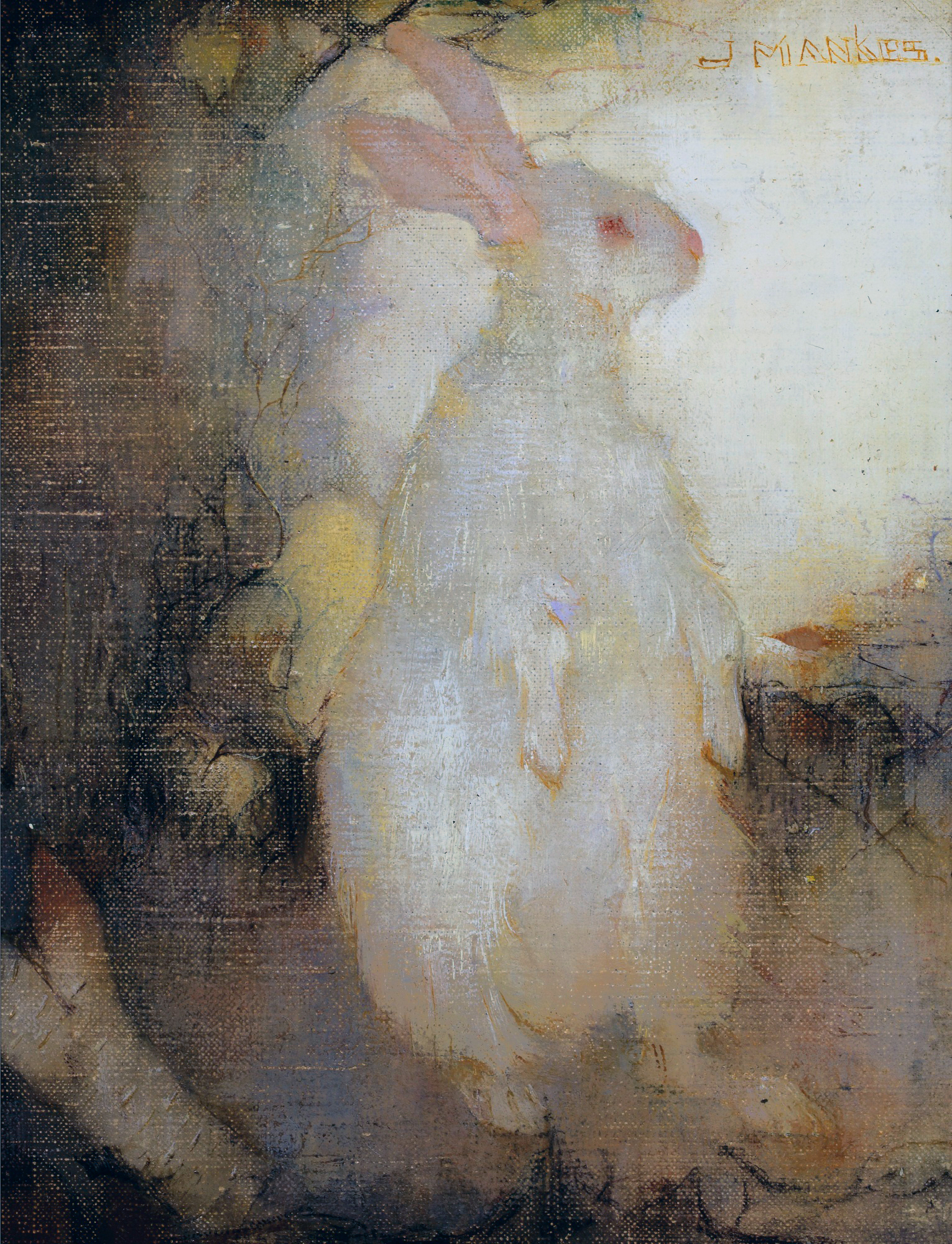
Bílý králík, 1910
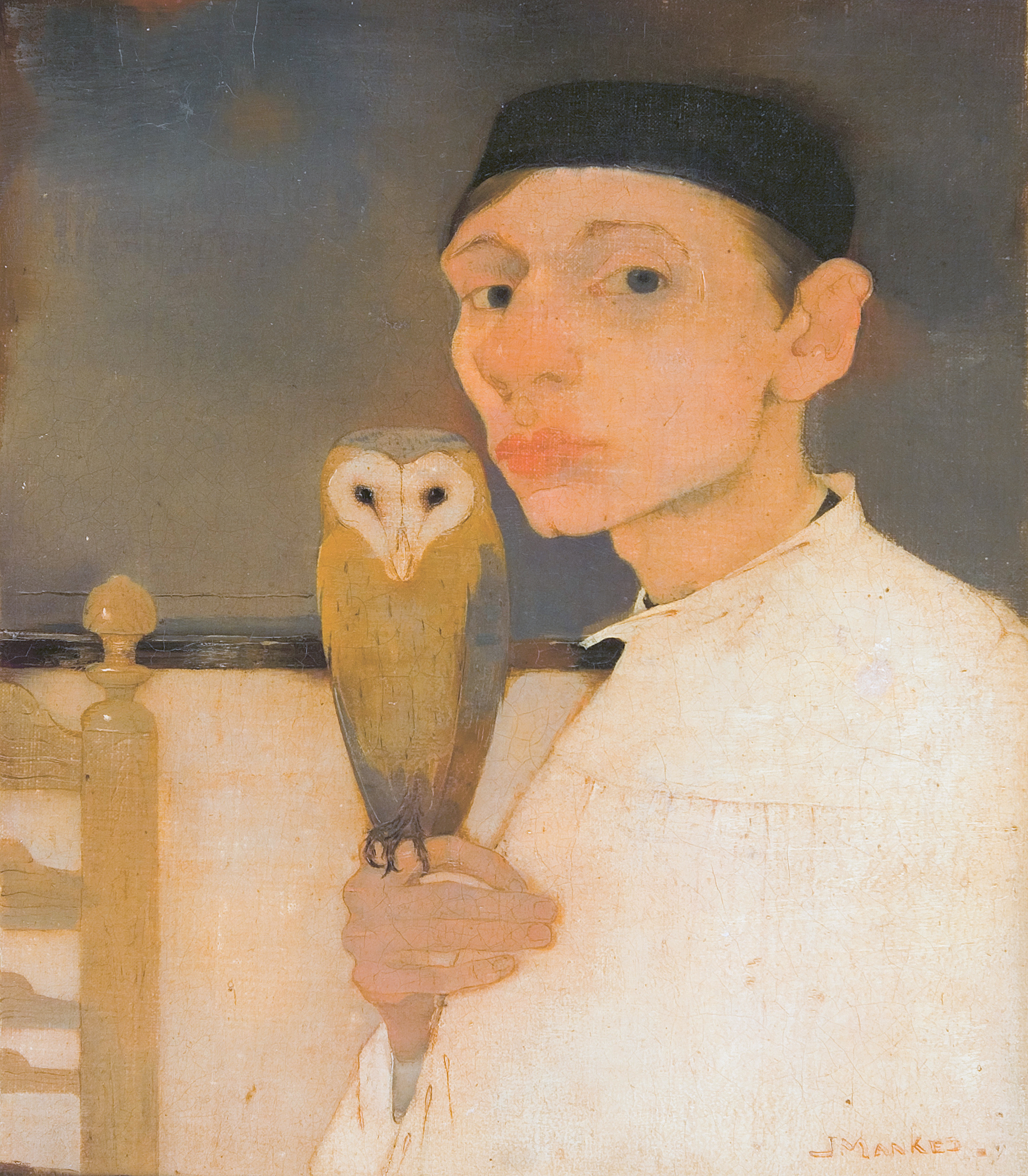
Autoportrét se sovou, 1911
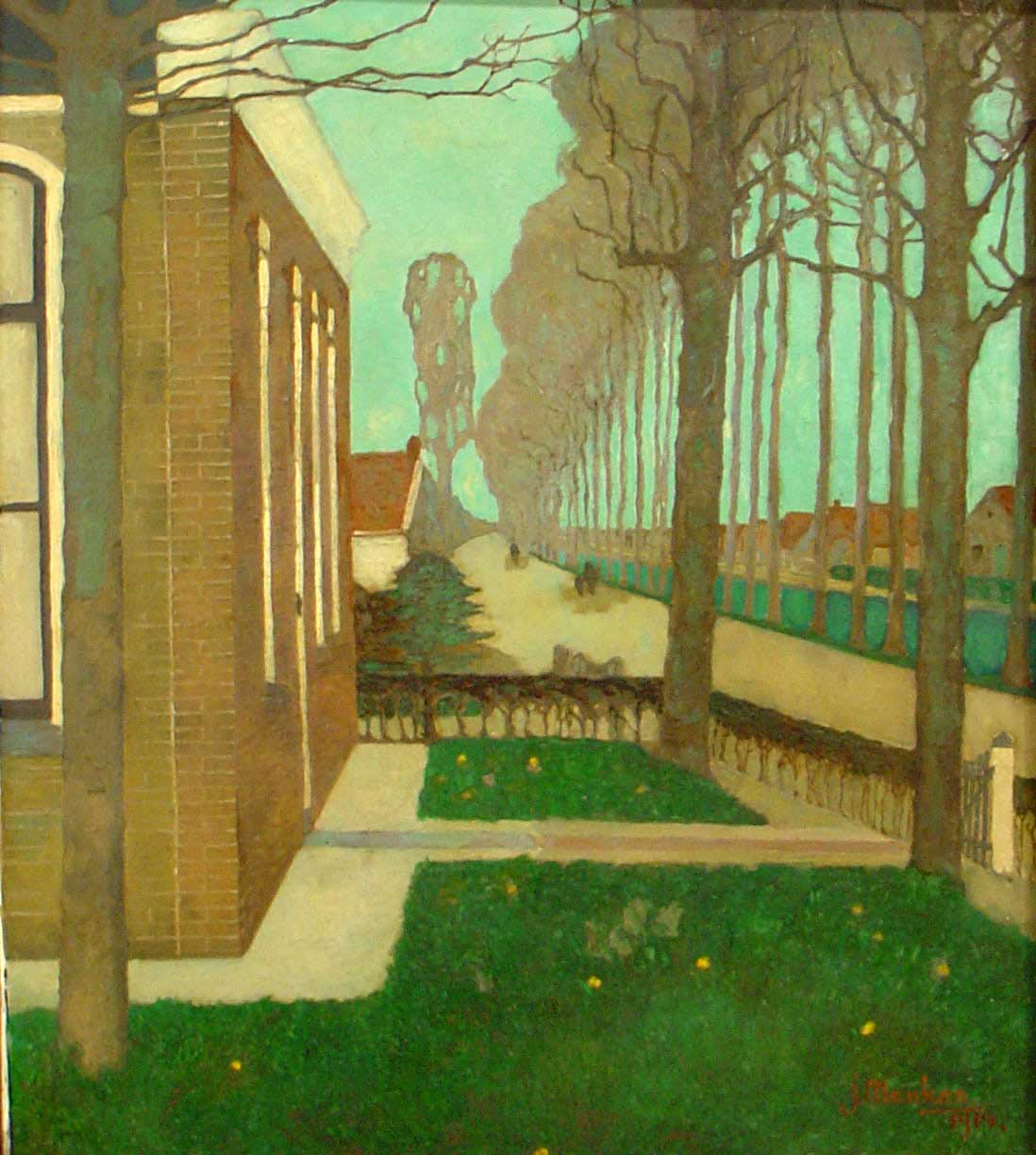
Cesta v De Knipe, 1914
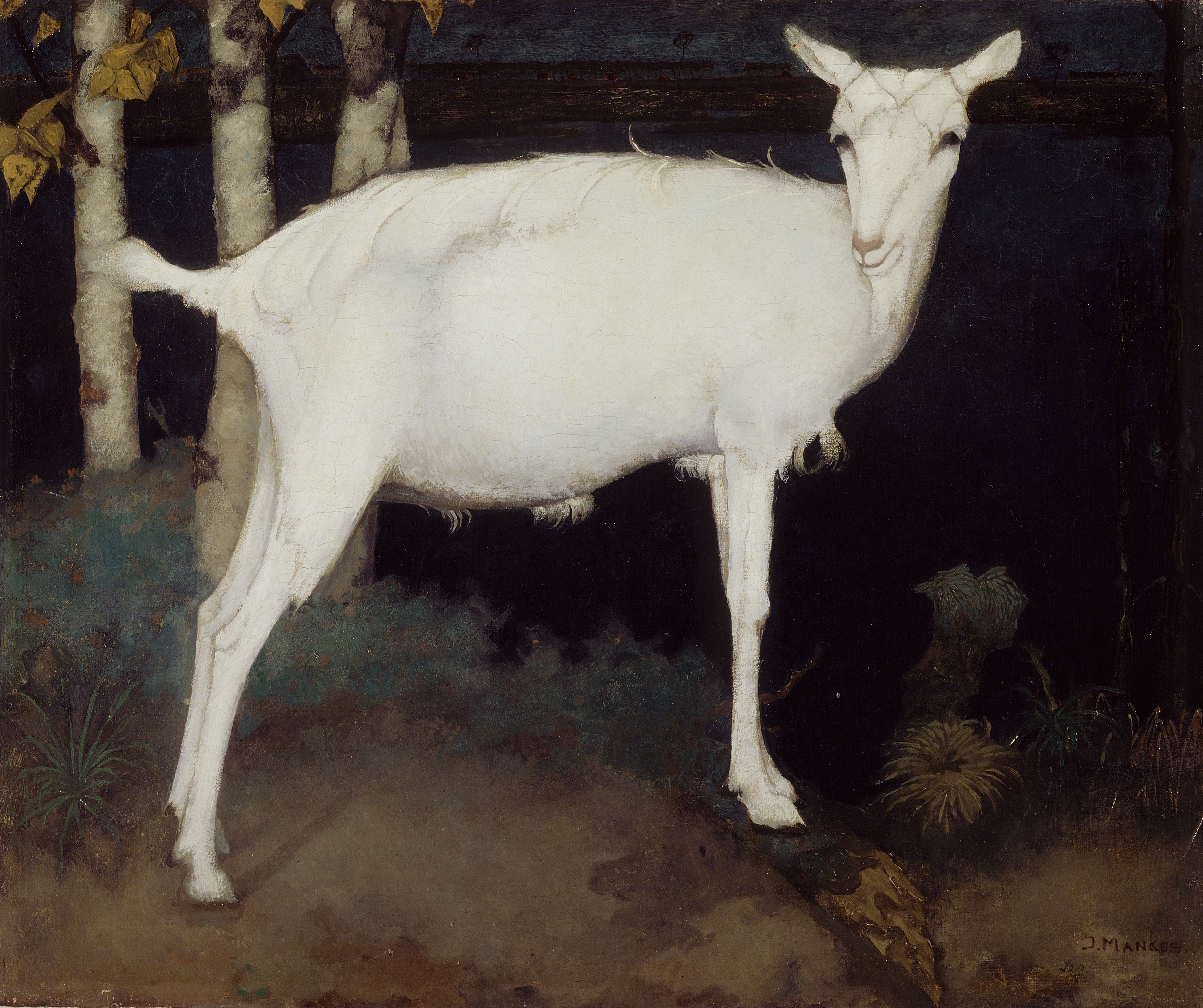
Mladá bílá koza, 1914
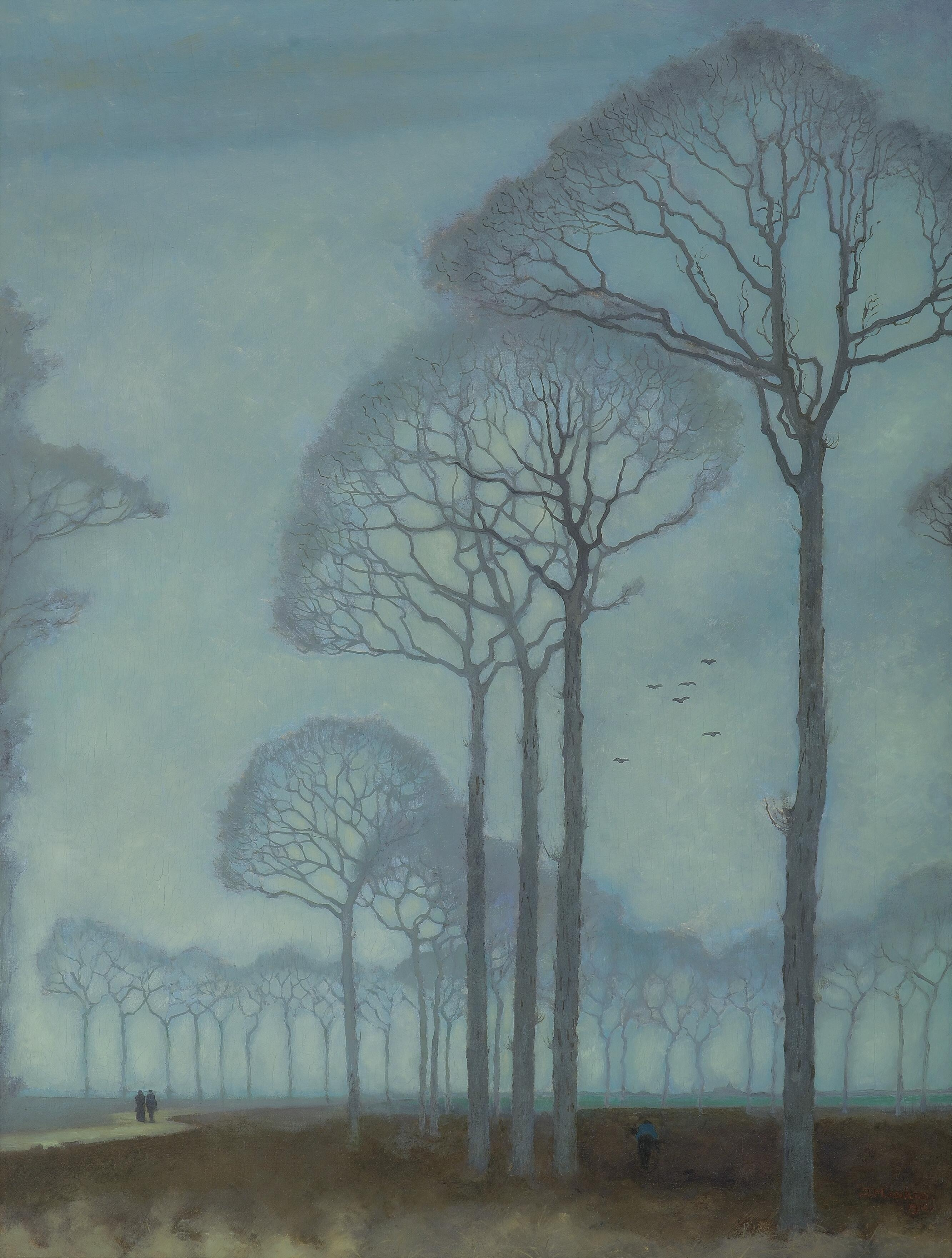
Řada stromů, 1915